# Casa de Rensselaer D. Hubbard
La Casa de Rensselaer D. Hubbard (también conocida como Casa Hubbard ) es una casa histórica en la ciudad Mankato, en el sur del estado de Minnesota (Estados Unidos). Originalmente era una casa particular y actualmente es un museo. Fue incluida en el Registro Nacional de Lugares Históricos el 7 de junio de 1976. Fue construida en 1871 para Rensselaer D. Hubbard, un exitoso hombre de negocios.

## Historia
La ubicación de Hubbard House en South Broad Street fue una vez parte del "distrito de medias de seda" de Mankato, que incluía varias mansiones de la época victoriana. Construida sobre un sótano de piedra tallada, la estructura utilizó ladrillo y madera con detalles de moldura de piedra Mankato. La casa se construyó en dos secciones: La sección original de la casa principal, construida en 1871, es de dos pisos y medio con un techo abuhardillado de pizarra de colores. La adición de 1888 tiene un piso y medio y está telescópica en estilo italianizante. La estructura presenta un porche delantero con columnas jónicas.
En 1897, el juez Loren Cray construyó una gran mansión, la Cray Mansion, colindante con la propiedad de Hubbard House. Durante varios años, los dos propietarios participaron en un juego de superación en la mejora de sus propiedades; la batalla pareció terminar cuando Cray agregó un salón de baile en el último piso. Ambas casas figuran en el NRHP. La Casa Hubbard fue completamente redecorada en 1905; miembros de la familia vivieron en el hogar e hicieron cambios hasta 1938.
Después de que la Sociedad Histórica del Condado de Blue Earth compró la casa en 1938, traspasaron la propiedad a la Ciudad de Mankato, que a su vez asumió todos los costos de mantenimiento y permitió a la sociedad operar el museo y mantener las antigüedades en su interior. La sociedad utilizó la casa como su principal museo desde 1938 hasta 1988; durante ese tiempo, la casa albergaba galerías de exhibición, almacenamiento de artefactos, oficinas y un centro de investigación. En 1977 se trasladó al lugar una cochera de ladrillo de estilo Reina Ana de   Una vez que la sociedad se trasladó a su nueva sede, optó por reestructurar la casa museo para interpretar la vida de la familia Hubbard; como tal, la casa fue restaurada a su estado de 1905.
En mayo de 2009, la Sociedad Histórica completó el proyecto de restauración de veinte años de la estructura, devolviéndola a su apariencia de 1905. En la última fase se restauró el porche principal y se renovaron los 56 contraventanas de madera. El proyecto fue financiado por la Sociedad Histórica de Minnesota, la ciudad de Mankato, donantes privados y recaudación de fondos.
La casa ha funcionado como museo por la Sociedad Histórica del Condado de Blue Earth y está abierta al público. La casa contiene aproximadamente una cuarta parte de los muebles originales de la familia Hubbard, con muebles antiguos restantes donados por patrocinadores del museo. Una parte importante del papel de pared fue reemplazada por réplicas. Catorce de las salas originales forman parte del museo. La cochera muestra un camión de bomberos de 1916. Los jardines de época alrededor de la casa y los terrenos son mantenidos por el voluntario Twilight Garden Club.

## Diseño
La casa Fue diseñada por Silas Barnard en el estilo del Segundo Imperio Francés y tiene 18 habitaciones. Los Hubbard enfatizaron la belleza y la utilidad en el diseño de la casa. Cuando se construyó la sección original en 1871, incluía un sistema de calefacción central (horno); la estructura también incluía cuatro baños, poco común en el área en ese momento. La casa también fue una de las primeras de la zona en tener teléfono y electricidad. Hubbard no estaba seguro de si la electricidad se convertiría en algo estándar, por lo que instaló luces que funcionaban tanto con gas como con energía eléctrica.
Las tres chimeneas en el primer piso utilizan una combinación de mármoles georgianos, españoles e italianos, así como ónix brasileño. La biblioteca presentaba revestimientos de paredes de algodón y el salón presentaba revestimientos de paredes de damasco de seda importados de París. La gran escalera está hecha de roble y fue parte de la expansión de 1888 que reemplazó a una escalera de caracol de hierro. Un candelabro Tiffany cuelga sobre la mesa del comedor.